# Championnats d'Amérique du Sud d'athlétisme 1954
Navigation
Édition précédente Édition suivante
Les 18e Championnats d'Amérique du Sud d'athlétisme ont eu lieu en 1954 à São Paulo.

## Résultats

### Hommes
| Épreuves              | Or                                       | Argent                                | Bronze                             |
| --------------------- | ---------------------------------------- | ------------------------------------- | ---------------------------------- |
| 100 mètres            | Paulo de Fonseca (BRA) 10 s 6            | José Telles da Conceição (BRA) 10 s 7 | Benedito Ferreira (BRA) 10 s 7     |
| 200 mètres            | José Telles da Conceição (BRA) 21 s 2    | Jaime Aparicio (COL) 21 s 7           | Paulo de Fonseca (BRA) 21 s 8      |
| 400 mètres            | Mário do Nascimento (BRA) 48 s 3         | Argemiro Roque (BRA) 49 s 1           | Ramón Sandoval (CHI) 49 s 5        |
| 800 mètres            | Ramón Sandoval (CHI) 1 min 50 s 9        | Argemiro Roque (BRA) 1 min 53 s 6     | Odilon Netto (BRA) 1 min 54 s 2    |
| 1 500 mètres          | Jaime Correa Córdoba (CHI) 3 min 56 s 5  | Guillermo Solá (CHI) 3 min 57 s 2     | Santiago Novas (CHI) 3 min 57 s 7  |
| 5 000 mètres          | Jaime Correa Córdoba (CHI) 15 min 00 s 6 | Santiago Novas (CHI) 15 min 07 s 8    | Edgard Mitt (BRA) 15 min 14 s 1    |
| 10 000 mètres         | Jaime Correa Córdoba (CHI) 31 min 41 s 0 | Geraldo Alves (BRA) 32 min 14 s 5     | Luís Rodrigues (BRA) 32 min 30 s 5 |
| Semi-marathon         | Geraldo Alves (BRA) 1 h 13 min 02        | Joaquín da Silva (BRA) 1 h 13 min 43  | José Pérez (CHI) 1 h 15 min 48     |
| 3000 mètres steeple   | Edgard Mitt (BRA) 9 min 14 s 9           | Guillermo Solá (CHI) 9 min 16 s 0     | Santiago Novas (CHI) 9 min 26 s 6  |
| 110 mètres haies      | Wilson Carneiro (BRA) 14 s 3 w           | Teófilo Davis Bell (VEN) 14 s 5 w     | Juan Leiva (VEN) 14 s 8 w          |
| 400 mètres haies      | Jaime Aparicio (COL) 52 s 2              | Wilson Carneiro (BRA) 53 s 5          | Ulisses dos Santos (BRA) 54 s 9    |
| Saut en hauteur       | José Telles da Conceição (BRA) 2,00 m    | Ernesto Lagos (CHI) 1,95 m            | Adilton Luz (BRA) 1,90 m           |
| Saut à la perche      | Brígido Iriarte (VEN) 3,90 m             | Carlos Moschen (BRA) 3,90 m           | Fausto de Souza (BRA) 3,90 m       |
| Saut en longueur      | Fermín Donazar (URU) 7,51 m w            | Mário Gonzales (BRA) 7,47 m w         | Ary de Sá (BRA) 7,19 m             |
| Triple saut           | Adhemar da Silva (BRA) 16,22 m           | Hélio da Silva (BRA) 14,86 m          | Renato do Nascimento (BRA) 14,70 m |
| Lancer de poids       | Alcides Dambrós (BRA) 15,32 m            | Nadim Marreis (BRA) 13,81 m           | Armín Neverman (CHI) 13,79 m       |
| Lancer de disque      | Eduardo Julve (PER) 47,44 m              | Hernán Haddad (CHI) 46,52 m           | Alcides Dambrós (BRA) 45,09 m      |
| Lancer de marteau     | Walter Kupper (BRA) 50,65 m              | Alejandro Díaz (CHI) 50,04 m          | Arturo Melcher (CHI) 49,47 m       |
| Lancer de javelot     | Carlos Monge (ARG) 61,33 m               | Janis Stendzenieks (CHI) 60,88 m      | Francisco Céspedes (CHI) 56,81 m   |
| Relais 4 × 100 mètres | Brésil 40 s 8                            | Pérou 41 s 8                          | Venezuela 42 s 2                   |
| Relais 4 × 400 mètres | Brésil 3 min 15 s 6                      | Chili 3 min 16 s 9                    | Venezuela 3 min 21 s 0             |
| Décathlon             | Francisco Moura (BRA) 6 047 points       | Brígido Iriarte (VEN) 6 002 points    | Aldo Ribeiro (BRA) 5 765 points    |

### Femmes
| Épreuves              | Or                                  | Argent                         | Bronze                            |
| --------------------- | ----------------------------------- | ------------------------------ | --------------------------------- |
| 100 mètres            | Benedita de Oliveira (BRA) 12 s 3 w | Deyse de Castro (BRA) 12 s 3 w | Elda Selamé (CHI) 12 s 3 w        |
| 200 mètres            | Deyse de Castro (BRA) 25 s 7        | Elda Selamé (CHI) 25 s 8       | Benedita de Oliveira (BRA) 26 s 2 |
| 80 mètres haies       | Wanda dos Santos (BRA) 11 s 4       | Eliana Gaete (CHI) 11 s 9      | Delia Díaz (URU) 12 s 2           |
| Saut en hauteur       | Delia Díaz (URU) 1,55 m             | Elizabeth Müller (BRA) 1,55 m  | Deyse de Castro (BRA) 1,55 m      |
| Saut en longueur      | Lisa Peters (CHI) 5,75 m            | Deyse de Castro (BRA) 5,47 m   | Wanda dos Santos (BRA) 5,42 m     |
| Lancer de poids       | Elizabeth Müller (BRA) 11,79 m      | Pradelia Delgado (CHI) 11,70 m | Vera Trezoitko (BRA) 11,60 m      |
| Lancer du disque      | Erika Trömel (CHI) 39,84 m          | Ilse Gerdau (BRA) 39,40 m      | Pradelia Delgado (CHI) 38,23 m    |
| Lancer du javelot     | Anneliese Schmidt (BRA) 42,07 m     | Marlene Ahrens (CHI) 41,68 m   | Carmen Venegas (CHI) 41,65 m      |
| Relais 4 × 100 mètres | Chili 48 s 4                        | Brésil 48 s 5                  | seules 2 équipes ont concouru     |

## Tableau des médailles
| Rang | Nation    | Or | Argent | Bronze | Total |
| ---- | --------- | -- | ------ | ------ | ----- |
| 1    | Brésil    | 18 | 15     | 16     | 49    |
| 2    | Chili     | 7  | 12     | 10     | 29    |
| 3    | Pérou     | 2  | 1      | 0      | 3     |
| 4    | Uruguay   | 2  | 0      | 1      | 3     |
| 5    | Venezuela | 1  | 2      | 3      | 6     |
| 6    | Colombie  | 1  | 1      | 0      | 2     |